# Дііку Буйческу
Дііку Буйческу (рум. Diicu Buicescu; ? — липень 1659) — румунський високопосадовець.

## Битви
Брав участь у битві під Фокшанами 22 травня 1653 року, у битві під Финтою 27 травня 1653 року, ведучи війська з гір у похід, щоб допомогти господареві Георгію Штефану повернути собі престол Молдавії.

## Сім'я
Племінник Матея Басараба, правителя Мунтенії.
Мати — джупанеса Мара.
Дружина — джупанеса Думітра.